# الکساندرا شلونسکا
الکساندرا شلونسکا (لهستانی: Aleksandra Śląska؛ ۴ نوامبر ۱۹۲۵ – ۱۸ سپتامبر ۱۹۸۹) بازیگر اهل لهستان بود.
از فیلم‌ها یا برنامه‌های تلویزیونی که وی در آن نقش داشته‌است، می‌توان به جوانی شوپن، سرنشین و مرحله پایانی اشاره کرد.